# Palazzago
Palazzago [palaˈʦːaːɡo] (Palassàgh [palaˈsak] o Palassàch in dialetto bergamasco) è un comune italiano di 4 586 abitanti della provincia di Bergamo in Lombardia. Il comune fa parte della Comunità montana Valle Imagna.

## Geografia fisica
Il comune è attraversato dal corso del torrente Borgogna.

## Origini del nome
Il toponimo deriva dal vocabolo palatius, traslato successivamente in palatiacus sino alla dominazione basso medievale di palazzagum.

## Storia
La prima vera opera di urbanizzazione fu opera dei Romani, i quali sfruttarono la posizione strategica del paese, posto nei pressi di un'importante strada militare che collegava Bergamo a Como, parte terminale di quella che univa il Friuli con le regioni retiche.
Il territorio era inserito in un'area militarmente turbolenta e allo stesso tempo di vitale importanza per Roma, in quanto crocevia militare e commerciale verso l'Europa.
La presenza militare romana inevitabilmente indusse attorno a sé l'aggregazione di comunità indigene e allogene.
Successivamente fu soggetto alla dominazione dei Longobardi, i quali inserirono la zona nel ducato di Bergamo. Spesso il borgo veniva identificato con il nome di Lemine, toponimo indicante una zona delimitata ad oriente dalla sponda occidentale del Brembo, a settentrione dall'attuale Val Taleggio ad occidente da una linea arretrata della sponda orientale dell'Adda e a meridione dal territorio di Brembate Sopra.
I secoli del periodo medievale furono abbastanza problematici per il borgo, che si trovò al centro di numerose dispute tra guelfi e ghibellini.
A tal riguardo furono eretti numerosi edifici fortificati. Dopo numerose battaglie il potere finì ai Visconti di Milano, che decisero la distruzione di ogni costruzione adibita a funzioni belliche.
Tuttavia perché nel paese ritornasse la tranquillità bisognò aspettare l'arrivo della Repubblica di Venezia che, nel corso del XV secolo, pose fine alle ostilità.
Al termine della dominazione veneta il paese venne inserito nel Regno Lombardo-Veneto, gestito dagli austriaci. Ed è contro questi ultimi che gli abitanti del paese si sollevarono, in quella che è ricordata come la guerriglia di Palazzago che, nel 1849, vide protagonisti Carlo Agazzi e Federico Alborghetti. Questi, con pochi mezzi riuscirono a tenere impegnate le forze imperiali per più di due mesi, dopodiché dovettero cedere. Era il preludio dei moti rivoluzionari che avrebbero portato all'unità d'Italia.

### Simboli
Lo stemma e il gonfalone sono stati approvati con delibera del consiglio comunale del 28 maggio 1964 e concessi con decreto del presidente della Repubblica del 1º luglio 1965.
La spada e le fiamme simboleggiano le cruente lotte tra guelfi e ghibellini; il ramoscello d'ulivo vuole ricordare come i deputati di Palazzago presero parte alla pace di Pontesecco tra le due fazioni.
Il gonfalone è un drappo partito di bianco e di azzurro.

## Monumenti e luoghi d'interesse

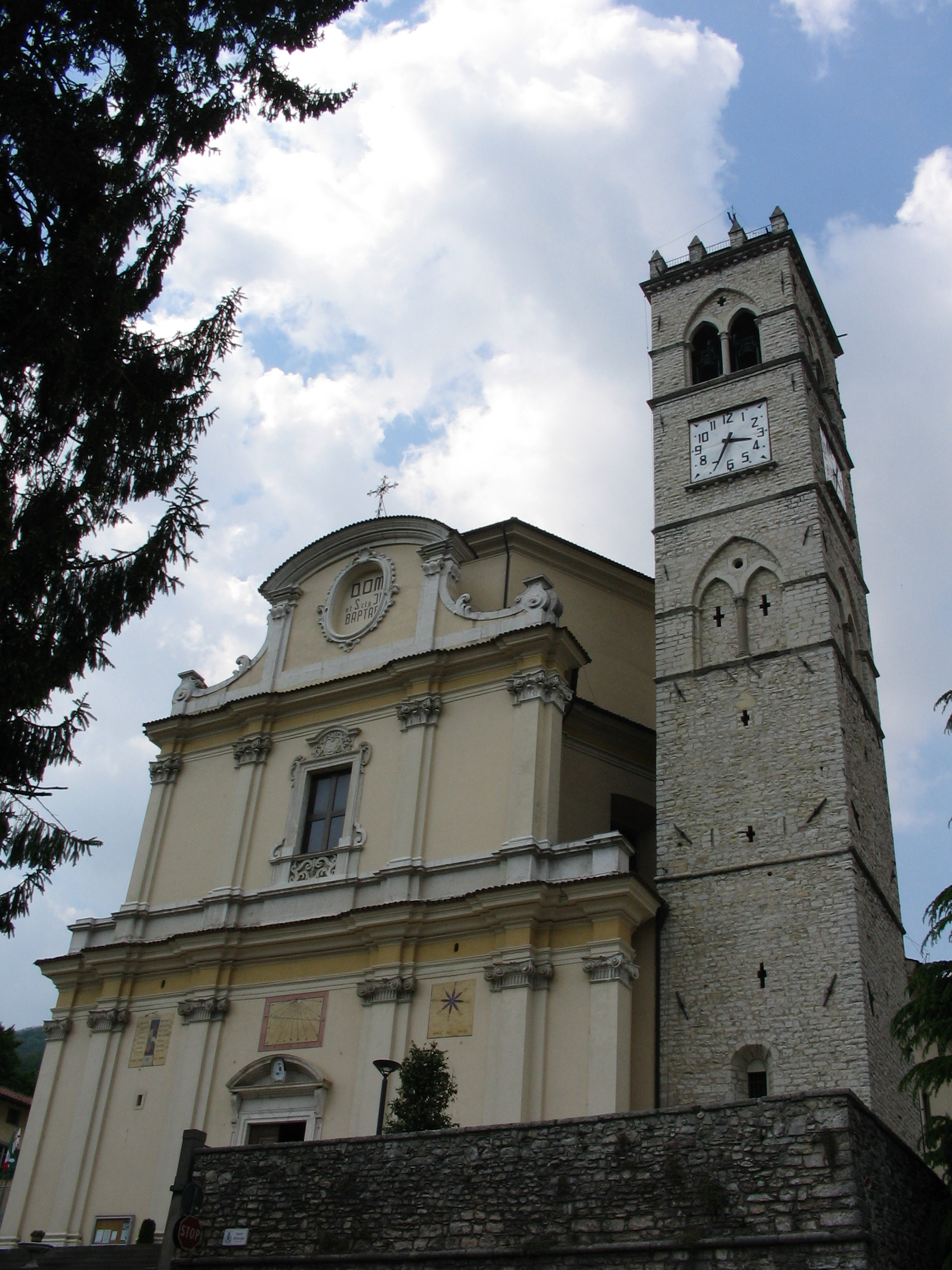
Chiesa parrocchiale di San Giovanni Battista

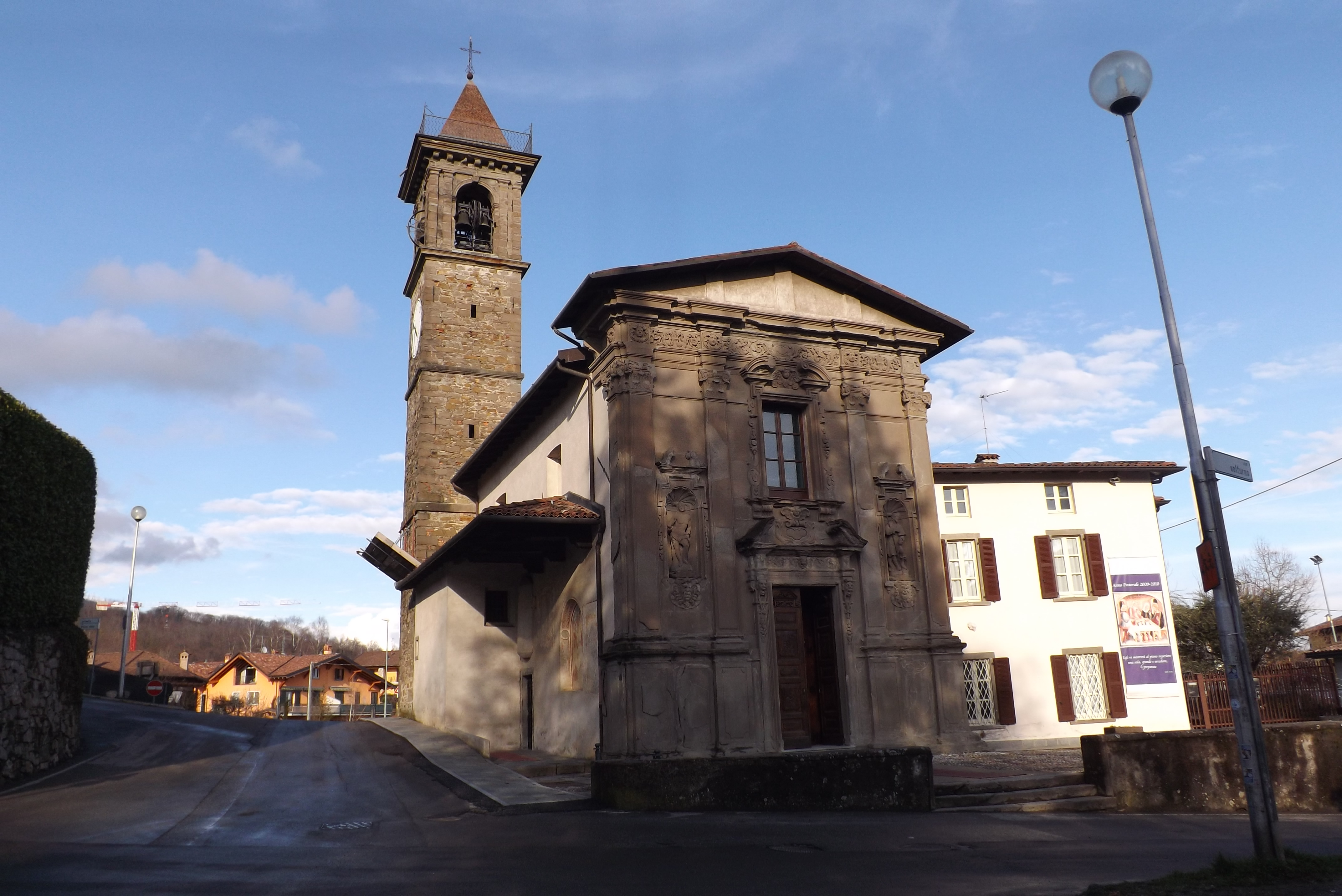
Chiesa Parrocchiale dei Ss. Rocco e Sebastiano a Gromlongo

Molto importante è la chiesa prepositurale di San Giovanni Battista, costruita a partire dal XV secolo e che si caratterizza per la sua imponenza. Tra i dipinti, la pala dell'Assunta, eseguita da Giovan Battista Moroni e altre tele di Abramo Spinelli e Giovanni Scaramuzza (San Giovanni Battista che predica alle turbe). Da segnalare la cosiddetta "Cappella del diavolo", sul cui soffitto è rappresentato appunto Satana. Il campanile della chiesa, alto quasi cinquanta metri, risale al XIV secolo e fu ricavato da una torre difensiva. Ospita un concerto campanario di 8 campane in tonalità di si bemolle maggiore fuse da Giorgio Pruneri di Grosio in Valtellina nel 1902. Le due campane maggiori, più recenti, sono state reintegrate nel 1954 dalla fonderia G. B. De Poli di Udine a seguito della requisizione bellica del 1943. Sempre nella chiesa, è presente un organo Serassi di raro pregio, costruito nel 1851 e recante numero Opus 608, tuttora funzionante e utilizzato.
Degna di nota è anche la chiesa parrocchiale di Gromlongo (una delle frazioni di Palazzago), dedicata ai Santi Rocco e Sebastiano. Risalente al XVII secolo, si caratterizza per la splendida facciata in pietra arenaria riccamente scolpita e adornata con statue di Antonio Maria Pirovano nel 1731 e per la cupola piramidale che caratterizza il campanile, il quale ospita 5 campane in tonalità sol bemolle maggiore fuse da Angelo Ottolina di Bergamo nel 1947.
Sempre in ambito religioso merita menzione la chiesa sede della parrocchia di Burligo che, dedicata a San Carlo Borromeo, custodisce opere di buon pregio, tra cui le pale di Gian Paolo Cavagna e un organo Bossi del 1797, in prestigiosa cassa lignea di scuola fantoniana, restaurato nel 2004.
Infine è presente anche la villa Belvedere che, posta nell'omonima località, è dotata un grande giardino.

## Società

### Evoluzione demografica
Abitanti censiti

## Geografia antropica
Il paese si caratterizza per i numerosi nuclei abitati che punteggiano il suo vasto territorio: oltre al capoluogo, si trovano le frazioni di Collepedrino, Burligo, Acqua, Pratomarone, Precornelli, Dusnale, Cà Quarengo, Al Borghetto, Verzella, Brocchione, Longoni, Montebello, Salvano, Secchia, Beita, San Sosimo e Gromlongo.

## Economia
Palazzago è stato da sempre legato all'agricoltura, con la produzione di uva, vino, miele, castagne e legname. Un tempo erano sviluppate anche alcune attività artigianali, tra cui la produzione delle pietre coti e l'industria tessile, con la presenza di due filande.

## Infrastrutture e trasporti
Il comune di Palazzago è attraversato, nella parte meridionale, dalla SS 342, nota come "Briantea" che collega la città di Bergamo con Varese.

## Amministrazione
L'attuale Sindaco di Palazzago è Andrea Bolognini (Lega), eletto il 03/10/2021.

Cronotassi dei Sindaci di Palazzago dal 1948:
Giugno 1948 - Maggio 1951: Mazzoleni Isaia (DC)
Maggio 1951 - Luglio 1969: Dentella Rodolfo (DC)
Luglio 1969 - Luglio 1980: Botti Giovanni Mario (DC)
Luglio 1980 - Ottobre 1991: Benedetti Franco (DC)
Ottobre 1991 - Giugno 1992: Commissario straordinario
Giugno 1992 - Maggio 2006: Bonacina Ferruccio (Lega Nord)
Maggio 2006 - Maggio 2011: Bosc Umberto (Lega Nord)
Maggio 2011 - Ottobre 2021: Jacobelli Michele (Lega Nord)
Ottobre 2021 - in carica: Bolognini Andrea (Lega)